# Biblioteca Pública del Estado de Jalisco "Juan José Arreola"
La  Biblioteca Pública del Estado de Jalisco "Juan José Arreola"  es una institución dedicada a la promoción de la lectura, el acceso a la información y la difusión cultural en el estado de Jalisco, México. Recibe su nombre en honor a Juan José Arreola , reconocido escritor mexicano nacido en Jalisco.
La biblioteca cuenta con una amplia colección de libros, revistas, periódicos y otros materiales impresos en diversos formatos y géneros. Su objetivo principal es brindar a los usuarios un espacio de encuentro con la cultura y el conocimiento, fomentando la lectura y la investigación.
Además de su colección de libros, la biblioteca también ofrece servicios como préstamo de materiales, consulta en sala, acceso a internet, actividades culturales, conferencias, talleres y exposiciones. Está abierta al público en general, siendo un lugar de referencia tanto para estudiantes, investigadores, académicos, como para cualquier persona interesada en la lectura y la cultura.

## Historia
La historia de la Biblioteca Pública del Estado de Jalisco "Juan José Arreola" se remonta al siglo XIX. En 1861, se estableció la Biblioteca Pública del Estado de Jalisco como parte del Plan de Estudios de la Escuela de Jurisprudencia de Guadalajara. Inicialmente, la biblioteca estaba destinada a los estudiantes de derecho y a los profesionales del campo jurídico.
Con el tiempo, la biblioteca fue creciendo y ampliando su colección. En 1947, se estableció oficialmente como la Biblioteca Pública del Estado de Jalisco, independiente de la Escuela de Jurisprudencia. En honor al reconocido escritor mexicano Juan José Arreola, la biblioteca recibió su nombre en 2007.
A lo largo de los años, la biblioteca ha experimentado diversas transformaciones y ha buscado adaptarse a los avances tecnológicos y a las necesidades de la comunidad. Ha ampliado su colección para abarcar una amplia gama de temas y géneros, y se ha convertido en un centro de información y difusión cultural importante en el estado de Jalisco.
Además de su función como una biblioteca tradicional, la Biblioteca Pública del Estado de Jalisco "Juan José Arreola" también ha organizado numerosos eventos culturales, como exposiciones, conferencias, charlas y presentaciones de libros. Estas actividades buscan fomentar la lectura, promover el conocimiento y enriquecer la vida cultural de la comunidad.
En resumen, la Biblioteca Pública del Estado de Jalisco "Juan José Arreola" tiene una larga historia como una institución dedicada a la promoción de la lectura, el acceso a la información y la difusión cultural en el estado de Jalisco. A lo largo de los años, se ha consolidado como un referente cultural importante y un espacio abierto a toda la comunidad.

## Organización del edificio
Es la siguiente.
- Piso 1. Archivos y Mapoteca

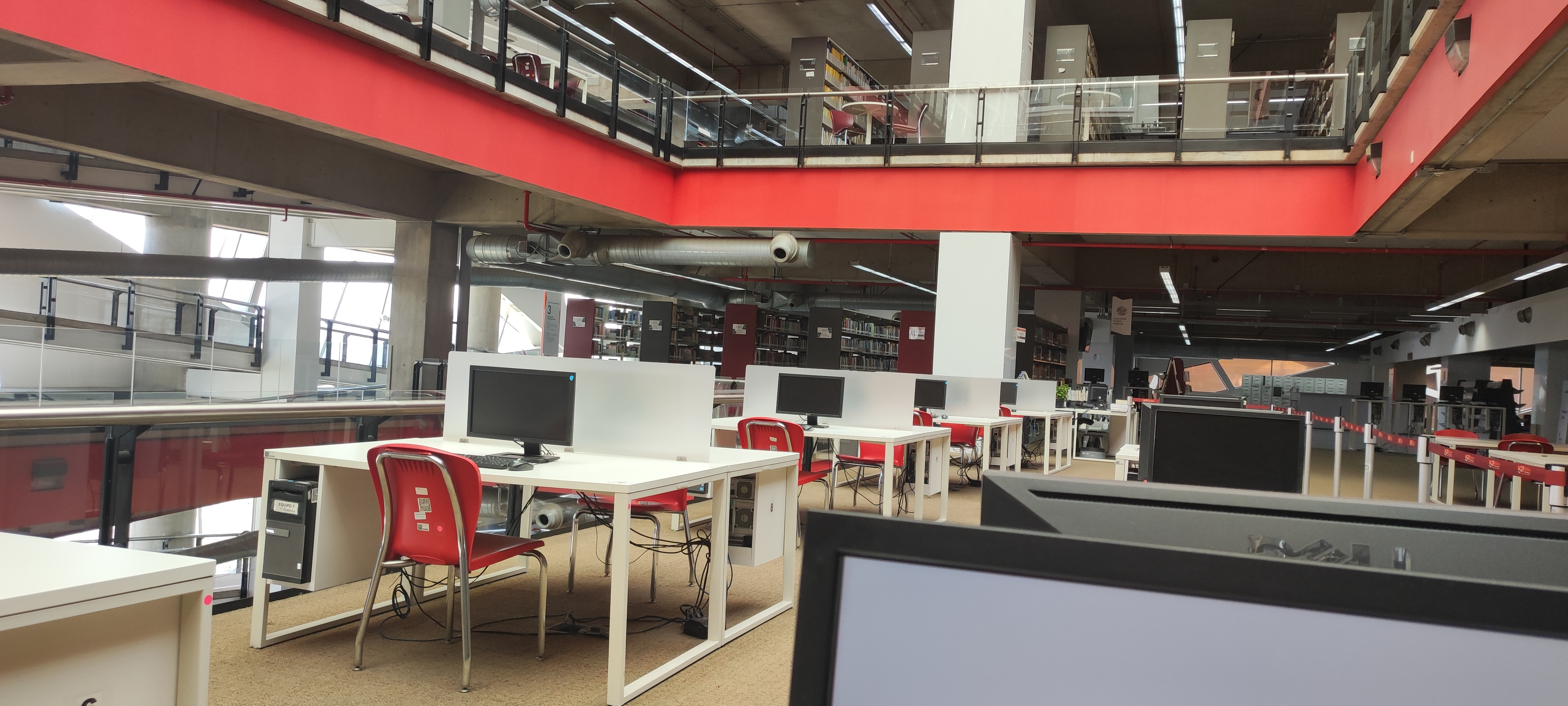
Biblioteca Pública del Estado de Jalisco por adentro.

  - Archivo de la Real Audiencia de la Nueva Galicia
  - Supremo Tribunal de Justicia del Estado de Jalisco
  - Dirección General de Instrucción Pública del Estado de Jalisco
  - Hospital
  - Archivos Particulares
  - Microfilmes
  - Mapoteca
- Piso 2. Biblioteca Alvarez del Castillo
  - Acervo General
  - Colección privada
  - Tesoro
  - Archivo Visuales y Sonoros: Fonoteca
- Piso 3 Periódicos
  - Periódicos
- Piso 4. Publicaciones Seriadas
  - Publicaciones Seriadas del estado de Jalisco
- Piso 5. Acervo General, Fondos Particulares
  - Obras Bibliográficas Editadas entre los Siglos XVII y XX.
  - Impresos Europeos de los siglos XVII y XVIII
  - Fondo Histórico siglo XX
  - Fondos Particulares
  - Cinemateca de Jalisco
  - Fototeca de Jalisco
  - Fondo Ernesto Flores Flores
  - Archivo Visual y Sonoro (AVS)
- Piso 6. Fondos Especiales
  - Tesoros Bibliográficos
  - Acervo Especial
  - Acervo General
  - Sala Jalisciense